# Hadena krauti
Hadena krauti là một loài bướm đêm trong họ Noctuidae.